# ریچارد ساندرز
ریچارد ساندرز (به انگلیسی: Richard Sanders) (زاده ۲۰ ژانویه ۱۹۴۵ - درگذشته ۱۸ اکتبر ۱۹۷۲) کشتی گیر کشور ایالات متحده آمریکا است.